# سیارک ۹۱۵۰
سیارک ۹۱۵۰ (به انگلیسی: 9150 Zavolokin، نامگذاری:1978SE1) نه هزار و صد و پنجاهمین سیارک کشف شده‌است که در ۲۷ سپتامبر ۱۹۷۸ کشف شد.
قدر مطلق سیارک برابر ۲۵.۷ است.